# Ірининська вулиця (Київ)
Іри́нинська ву́лиця — вулиця в Шевченківському районі міста Києва, місцевість Старий Київ. Пролягає від Володимирської вулиці до вулиці Паторжинського.

## Історія
Вулиця виникла у 40-і роки XIX століття. Назву отримала на честь Ірининського монастиря, через колишню територію якого вона проходить. Цей монастир був зведений у XI столітті та зруйнований під час навали хана Батия; у 1832 році залишки монастиря були розкопані. З 1938 року — вулиця ім. Жореса, на честь французького соціаліста Жана Жореса (1859–1914). Сучасну назву відновлено у 1944 році.

## Пам'ятки архітектури
Пам'яткою архітектури є комплекс будівель Ремісничої управи (буд. № 4), зведений у 1901–1902 році архітектором М. Казанським. Комплекс складається з головного будинку управи, зведеного у неоросійському стилі, та прилеглого до нього комплексу майстерень, зведених у цегляному стилі, в яких проводилися іспити претендентів на звання ремісника. Однак у 1902 році Ремісничу управу скасували, а будинки перейшли у власність Київського товариства допомоги особам, які займаються ремісничою працею. У радянські часи тут розташовувалася трудова школа № 67, пізніше — кулінарний технікум. У 1970-х роках будівлі пристосували до потреб КДБ УРСР (надалі — СБУ).

## Видатні особи, пов'язані з Ірининською вулицею
У будинку № 5 (не зберігся) на початку XX століття мешкав академік АН УРСР О. В. Корчак-Чепурківський, у 1910-х роках бував артист балету Серж Лифар.
У будинку № 10, який належав вчителю латини І. Д. Юскевичу-Красковському, у 1859 році, під час останнього візиту до Києва, зупинявся Т. Г. Шевченко. Цей будинок, всупереч протестам громадськості, був знесений в 1977 р., на його місці споруджено клуб КДБ УРСР ім. Ф. Дзержинського. На згадку цієї події встановлено меморіальну дошку, яка, втім, знаходиться на сучасному будинку № 8-10, зведеному у 1978 році на місці зруйнованого особняка..

## Зображення

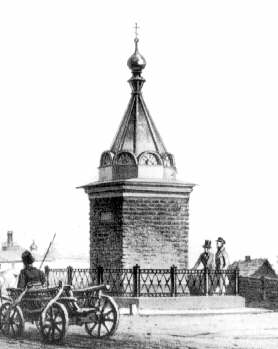
Ірининський стовп. 1858 рік
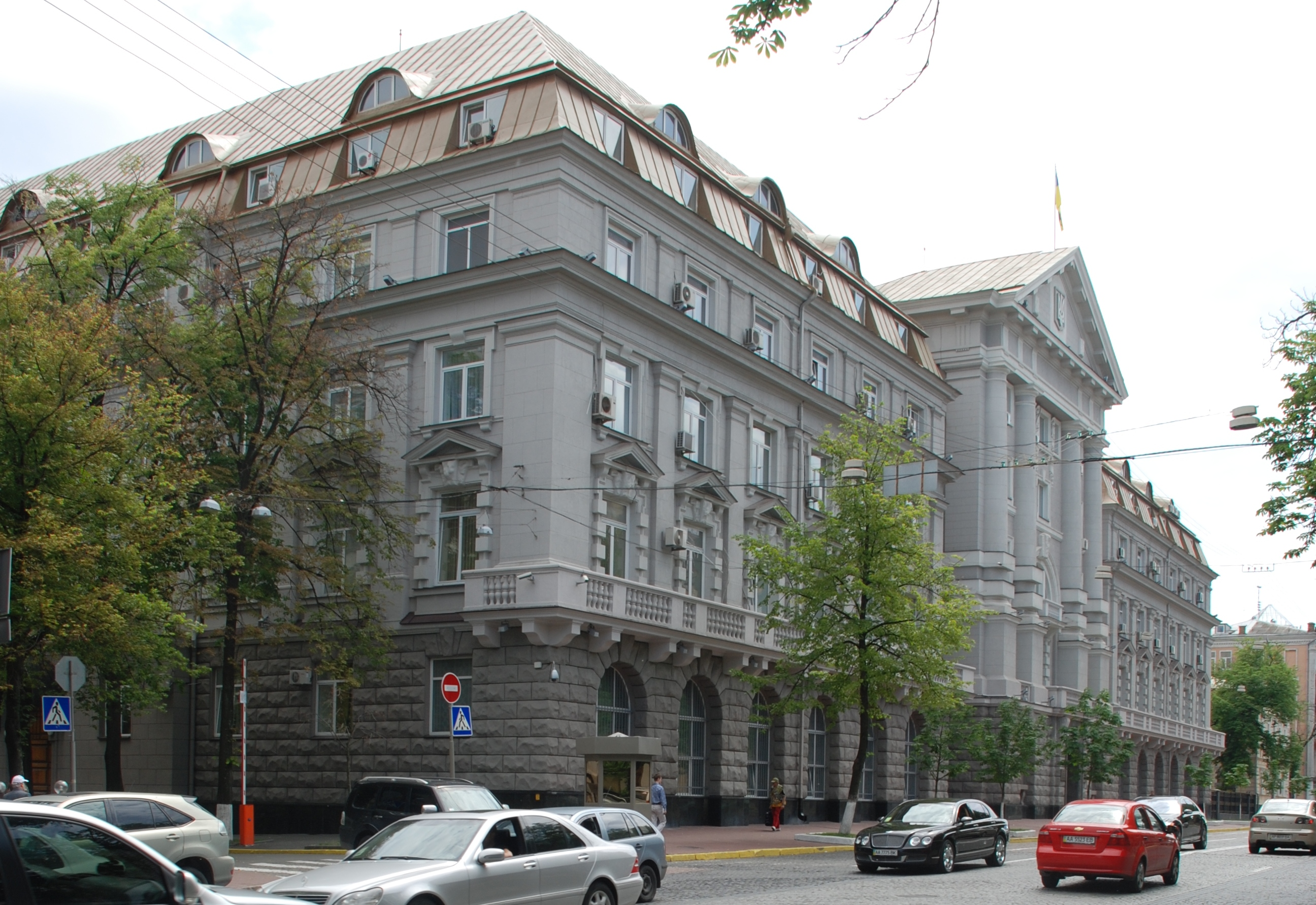
Перехрестя Ірининської та Володимирської вулиць, де стояв Ірининський стовп
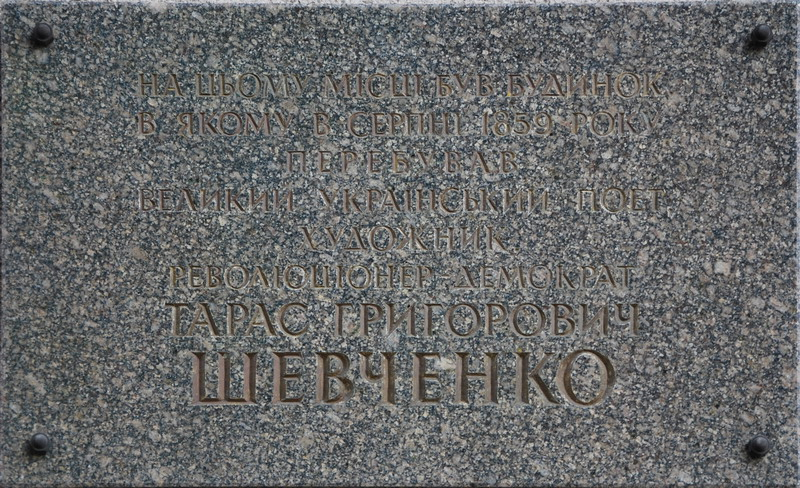
Меморіальна дошка на будинку № 8-10